# De triomf van Galatea
De triomf van Galatea (Italiaans: Il trionfo di Galatea) is een fresco van de Italiaanse renaissanceschilder Rafaël uit circa 1511-1513. Het is ongeveer drie meter hoog en ruim twee meter breed. Het fresco bevindt zich in de Villa Farnesina, die vanaf 1509 in opdracht van de bankier Agostino Chigi werd gebouwd. Het bijbehorende fresco met de cycloop, links van de Galatea, is uitgevoerd door Sebastiano del Piombo.
Zoals af te leiden uit talrijke details, gebruikte Rafaël als bron de literaire beschrijving van een Galatea-schilderij in het werk Eikones (II.18) van Filostratos.

## Beschrijving
Het fresco stelt de zeenimf Galatea voor, omringd door andere nereïden en tritons. De voorstelling is gebaseerd op de Stanze per la giostra, het gedicht van Angelo Poliziano dat ook de inspiratiebron was voor Botticelli's Geboorte van Venus. Galatea rijdt op een schelp over de golven, voortgetrokken door twee dolfijnen. Ze kijkt om naar de cycloop Polyphemus, die een liefdeslied voor haar zingt, maar lachend wijst ze zijn avances af. Terwijl de pijlen van de cupido's die boven haar vliegen hun doel missen, heeft ze haar blik gericht op de liefdesgod die zijn pijlen in zijn koker houdt en die zowel de platonische liefde als de christelijke caritas symboliseert.
Rafaël creëerde een compositie vol dynamiek, waarin alle figuren rond de centrale figuur van Galatea lijken te cirkelen, een beweging die wordt versterkt door haar om de as draaiende houding. Hiervoor liet hij de strenge symmetrie los die eerdere kunstenaars toepasten, zonder chaotisch of gekunsteld te worden. Hij deed dit door weliswaar houdingen en bewegingen te herhalen, maar dan niet identiek gespiegeld, zoals in de Madonna del parto van Piero della Francesca, maar door de gezichtspunten en posities in de compositie te variëren, waarbij bovendien de houdingen van de verschillende figuren terugkeren in de figuur van Galatea zelf.
Galatea is een voorbeeld van Rafaëls vrouwelijk schoonheidsideaal, zoals hij dat geleidelijk had ontwikkeld in zijn vele voorstellingen van Madonna's en heiligen, maar dat hij hier voor het eerst op groot formaat toepast op een mythologische figuur, afgezien van het vroege schilderijtje van De drie gratiën. De gedraaide houding van Galatea had Rafaël al eerder gebruikt voor zijn paneelschilderij van de heilige Catharina van Alexandrië uit circa 1507. Volgens een brief die aan Rafaël wordt toegeschreven, sprak Baldassare Castiglione zijn bewondering uit voor het fresco.
De Galatea was mogelijk een vingeroefening voor de frescocyclus op het plafond van de naastgelegen Loggia di Psiche, die in 1517-1518 door assistenten werd uitgevoerd naar ontwerpen en schetsen van Rafaël. Het fresco bleef tot ver in de 19e eeuw een inspiratiebron voor uiteenlopende werken als De ontvoering van Europa (1562) van Titiaan en De geboorte van Venus (1879) van Bougereau.

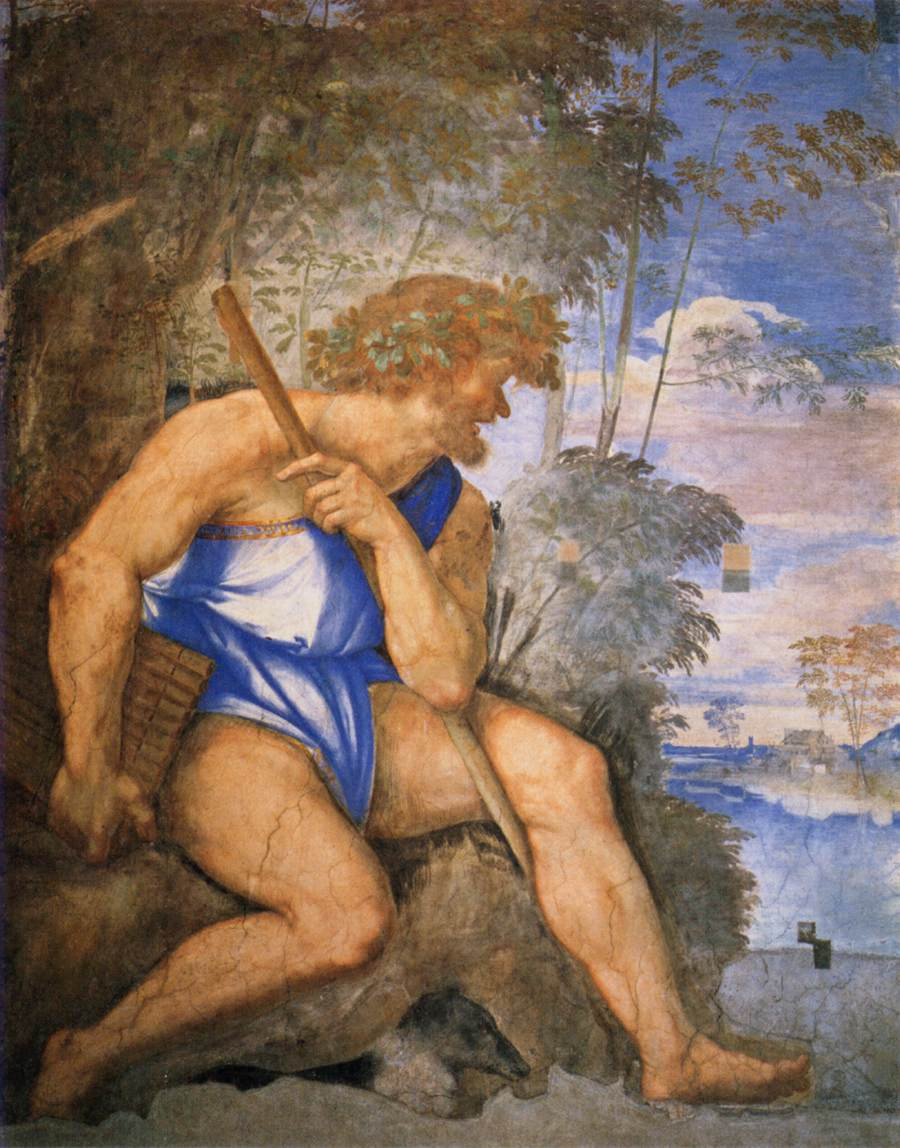
Sebastiano del Piombo, Polyphemus, Villa Farnesina